# Crossopetalum pallens
Crossopetalum pallens là một loài thực vật có hoa trong họ Dây gối. Loài này được (Sm.) Millsp. mô tả khoa học đầu tiên năm 1895.